# Периодическая функция

Графики синуса и косинуса — периодических функций с периодом

Периодическая фу́нкция ― функция, повторяющая свои значения через некоторый регулярный интервал аргумента, то есть не меняющая своего значения при добавлении к аргументу некоторого фиксированного ненулевого числа (пери́ода функции) на всей области определения.
Говоря более формально, функция называется периодической с периодом {\displaystyle T\neq 0,} если для каждой точки {\displaystyle x} из её области определения точки {\displaystyle x+T} и {\displaystyle x-T} также принадлежат её области определения, и для них выполняется равенство {\displaystyle f(x)=f(x+T)=f(x-T).}
Исходя из определения, для периодической функции справедливо также равенство {\displaystyle f(x)=f(x+nT),} где {\displaystyle n} — любое целое число.
Все тригонометрические функции являются периодическими.

## Формальное определение
Пусть {\displaystyle M} есть абелева группа (обычно предполагается {\displaystyle M=(\mathbb {R} ,+)} — вещественные числа с операцией сложения или {\displaystyle (\mathbb {C} ,+)} — комплексные числа).
Функция {\displaystyle f:M\to N} (где {\displaystyle N} — произвольное множество её значений) называется периодической с периодом {\displaystyle T\not =0,} если справедливо:
{\displaystyle f(x+T)=f(x),\quad \forall x\in M.}
Если это равенство не выполнено ни для какого {\displaystyle T\in M,\,T\not =0,} то функция {\displaystyle f} называется апериоди́ческой.
Если для функции {\displaystyle f:\mathbb {C} \to N} существуют два периода {\displaystyle T_{1},T_{2}\not =0,} отношение которых не равно вещественному числу, то есть {\displaystyle {\frac {T_{1}}{T_{2}}}\not \in \mathbb {R} ,} то {\displaystyle f} называется двоякопериоди́ческой фу́нкцией.
В этом случае значения {\displaystyle f} на всей плоскости определяются значениями в параллелограмме, натянутом на {\displaystyle T_{1},T_{2}.}

### Замечание
Период функции определён неоднозначно. В частности, если {\displaystyle T} — период, то и любой элемент {\displaystyle T'} вида {\displaystyle T'=\underbrace {T+\cdots +T} _{n}} (или {\displaystyle T'=nT,} если в области определения функции определена операция умножения), где {\displaystyle n\in \mathbb {N} } — произвольное натуральное число, также является периодом.
Множество всех периодов функции образует аддитивную группу.
Однако если у множества периодов {\displaystyle \{T,T>0,T\in \mathbb {R} \}} имеется наименьшее значение, то оно называется основным (или главным) периодом функции.

## Примеры
- Вещественные функции синус и косинус являются периодическими с основным периодом {\displaystyle 2\pi ,} так как:

{\displaystyle \sin(x+2\pi )=\sin x,\;\cos(x+2\pi )=\cos x,\quad \forall x\in \mathbb {R} .}
- Функции тангенс и котангенс являются периодическими с основным периодом {\displaystyle \pi }.

- Функция {\displaystyle f(x)=(-1)^{x},} определённая на целых числах, является периодической с основным периодом {\displaystyle 2.}

- Функция, равная константе {\displaystyle f(x)=\mathrm {const} ,} является периодической, и любое ненулевое число является её периодом. Основного периода функция не имеет.
- Функция Дирихле является периодической, её периодом является любое ненулевое рациональное число. Основного периода она также не имеет.
- Функция {\displaystyle f(x)=x^{2},\;x\in \mathbb {R} } является апериодической.

## Некоторые особенности периодических функций
- Сумма двух функций с соизмеримыми периодами {\displaystyle T_{1}} и {\displaystyle T_{2}} не всегда является функцией с основным периодом, равным наименьшему общему кратному {\displaystyle T_{1}} и {\displaystyle T_{2}} (однако просто периодом это число будет являться). Например, у функции {\displaystyle f(x)=\sin(2x)-\sin(3x)} основной период равен {\displaystyle 2\pi ,} у функции {\displaystyle g(x)=\sin(3x)} период равен {\displaystyle 2\pi /3,} а у их суммы {\displaystyle f(x)+g(x)=\sin(2x)} основной период, очевидно, равен {\displaystyle \pi .}

- Сумма двух функций с несоизмеримыми периодами не всегда является непериодической функцией.

- Существуют периодические функции, не равные константе, у которой периодами являются несоизмеримые числа. Например, у функции {\displaystyle f(x),} принимающей значения 1 при алгебраическом {\displaystyle x}  и {\displaystyle 0} в остальных случаях, любое алгебраическое число является периодом, а среди алгебраических чисел есть и несоизмеримые.